# ルカ・ジダン
ルカ・ジネディーヌ・ジダン・フェルナンデス（Luca Zinedine Zidane Fernández、1998年5月13日 - ）は、フランス・ブーシュ＝デュ＝ローヌ県マルセイユ出身のサッカー選手。ラ・リーガ2部・SDエイバル所属。ポジションはゴールキーパー。
父親は元フランス代表のジネディーヌ・ジダン。

## 経歴

### クラブ
1998年にジネディーヌ・ジダンと妻・ヴェロニック・フェルナンデスの次男として誕生。3歳年上の兄・エンツォはボルドーに生まれたが、ルカはジネディーヌの故郷であるマルセイユで生まれている。
2004年7月にレアル・マドリードのユースに入団。エンツォと同じく伝説的選手である父親のプレッシャーを受けないように登録名は母方の姓であるルカ・フェルナンデスとされた。入団後は順調にステップアップしていき、2015年にフベニールA（U-19）に昇格、2016年夏のプレシーズン遠征ではジネディーヌが監督を務めるトップチームに初召集された。2016-2017シーズンからはレアル・マドリード・カスティージャに昇格、2017年にトップチームの第3GKであったルベン・ジャニェスの移籍に伴い、2017-2018シーズンよりトップチームの第3GKに登録。
2019年3月31日のSDウエスカ戦、監督に復帰した父・ジネディーヌによって先発で起用され、3-2で勝利し、トップチーム初勝利を挙げた。
2019年7月9日、経験を積むためにセグンダ・ディビシオンのラシン・サンタンデールへレンタル移籍。契約期間は1年間。33試合に出場したが、チームはセグンダ・ディビシオンで最下位となり、セグンダ・ディビシオンB（3部）に降格した。シーズン終了後にレアル・マドリードに復帰したが、契約延長せず、そのまま契約満了により退団。
2020年10月5日、セグンダ・ディビシオンのラージョ・バジェカーノに移籍。契約期間は2年間。
2022年9月1日、SDエイバルに2年契約で加入。

## 人物
- 兄のエンツォもプロサッカー選手で、2017年時点でデポルティーボ・アラベス所属。2人の弟達もレアル・マドリードの下部組織に在籍しており、三男・テオ、四男・エリアスはジュニアチームに所属している。
- 2019年8月に、ラシン・サンタンデールにローン移籍で加入した際、ムンド・デポルティーボに「2019-20シーズンのセグンダで注目すべき11人の選手」に選出された[6]。

## 個人成績
| クラブ              | シーズン | リーグ     | 国内リーグ | 国内リーグ | 国内カップ | 国内カップ | 欧州カップ | 欧州カップ | 通算 | 通算 |
| クラブ              | シーズン | リーグ     | 出場       | 得点       | 出場       | 得点       | 出場       | 得点       | 出場 | 得点 |
| ------------------- | -------- | ---------- | ---------- | ---------- | ---------- | ---------- | ---------- | ---------- | ---- | ---- |
| レアル・マドリードB | 2016-17  | セグンダB  | 8          | 0          | -          | -          | -          | -          | 8    | 0    |
| レアル・マドリードB | 2017–18  | セグンダB  | 13         | 0          | -          | -          | -          | -          | 13   | 0    |
| レアル・マドリードB | 通算     | 通算       | 21         | 0          | 0          | 0          | 0          | 0          | 21   | 0    |
| レアル・マドリード  | 2017-18  | プリメーラ | 1          | 0          | 0          | 0          | 0          | 0          | 1    | 0    |
| レアル・マドリード  | 2018–19  | プリメーラ | 1          | 0          | 0          | 0          | 0          | 0          | 1    | 0    |
| レアル・マドリード  | 通算     | 通算       | 2          | 0          | 0          | 0          | 0          | 0          | 2    | 0    |
| 総通算              | 総通算   | 総通算     | 23         | 0          | 0          | 0          | 0          | 0          | 23   | 0    |

## タイトル
レアル・マドリード
- UEFAチャンピオンズリーグ : 2017-18